# Felisberto Sowzer
Felisberto Américo Sowzer ou Benzinho filho de Maria Julia Andrade Sowzer, nascido e criado em Lagos, veio para o Brasil com o sobrenome Sowzer (corruptela de Souza), casou-se e teve três filhas Caetana, Irene e Regina. Foi um dos mais famosos babalaôs no Brasil, morreu em 1933 no Rio de Janeiro.